# Johann Bernoulli
Johann Bernoulli (ur. 27 lipca 1667 w Bazylei, zm. 1 stycznia 1748 tamże) – szwajcarski matematyk i fizyk matematyczny, członek Petersburskiej Akademii Nauk, profesor uniwersytetów w Bazylei i w Groningen.
Bernoulli w matematyce zajmował się głównie analizą, a w fizyce – mechaniką klasyczną.
Jego rywalizacja z bratem Jakobem doprowadziła do postawienia problemu brachistochrony, co z kolei doprowadziło do powstania rachunku wariacyjnego.
Jego Lectiones mathematicae de methodo integralium były pierwszym podręcznikiem na temat równań różniczkowych zwyczajnych.

## Życiorys
Pochodził ze znanej rodziny matematyków – Bernoullich. Jego synem był Daniel Bernoulli, bratem – Jacob.
Był profesorem uniwersytetów w Groningen (Holandia) od 1695 i Bazylei od 1705 roku. Zajmował się rachunkiem różniczkowym, całkowym i wariacyjnym oraz liniami geodezyjnymi. Sformułował i rozwiązał niezależnie od brata Jakoba zagadnienie brachistochrony.
Odkrył talent matematyczny Leonharda Eulera i odwiódł jego ojca od decyzji kształcenia Leonharda na pastora. Był twórcą twierdzenia rachunku różniczkowego i całkowego, które umożliwia obliczanie granic wyrażeń dających w wyniku symbol nieoznaczony (reguła de l'Hospitala).